# Paulus Moses
Paulus Moses (ur. 4 czerwca 1978 w Okapya) – namibijski bokser, były zawodowy mistrz świata  w kategorii lekkiej (do 135 funtów) organizacji WBA.

## Kariera zawodowa
Zawodową karierę rozpoczął w listopadzie 2002 roku. Do końca 2008 roku stoczył dwadzieścia trzy zwycięskie walki, z których 17 zakończył przed czasem. 3 stycznia 2009 roku nieoczekiwanie pokonał na punkty dotychczasowego mistrza świata federacji WBA Yūsuke Koboriego i odebrał mu pas mistrzowski. 25 lipca tego samego roku pokonał na punkty kolejnego Japończyka, Takehiro Shimadę. W kwietniu 2010 roku miał stoczyć kolejną walkę w obronie mistrzostwa, tym razem przeciwko niepokonanemu Mlungisi Dlaminiemu. Została ona jednak odwołana z powodu tragicznej śmierci południowoafrykańskiego boksera.
Kolejna próba obrony tytułu okazała się nieudana. 29 maja 2010 w Windhoek przegrał z Miguelem Acostą przez nokaut w szóstej rundzie.